# Miconia
Miconia és un gènere de plantes amb flors inclosa a la família Melastomataceae, natiu de les zones temperades càlides a tropicals d'Amèrica. Són principalment arbusts i arbres de mida mitjana fins a 15 m d'alt. El nom del gènere fa honor al botànic català Francesc Micó.
Moltes de les seves espècies estan amenaçades per la destrucció de l'hàbitat i algunes estan a punt d'extingir-se. D'altra banda M. calvescens és una planta invasora i contribueix a fer desaparèixer altres espècies a les illes del Pacífic com Hawaii i Tahití.

## Taxonomia
- Miconia abbreviata
- Miconia aequatorialis
- Miconia albicans (Sw.) Triana
- Miconia aligera
- Miconia alpina
- Miconia altissima Cogn.
- Miconia argyrea Cogn.
- Miconia ascendens
- Miconia asplundii
- Miconia aspratilis
- Miconia augustii Cogn.
- Miconia ayacuchensis
- Miconia bailloniana
- Miconia barbipilis
- Miconia barclayana
- Miconia beneolens
- Miconia benoistii
- Miconia bipatrialis
- Miconia bolivarensis
- Miconia brasiliensis (Spreng.) Triana
- Miconia brevistylis
- Miconia brevitheca
- Miconia brunnea DC.
- Miconia budlejoides Triana
- Miconia caelata
- Miconia caesariata
- Miconia cabucu
- Miconia cajanumana
- Miconia calignosa
- Miconia calophylla
- Miconia calvescens
- Miconia campii
- Miconia candolleana Triana
- Miconia capitellata
- Miconia castillensis
- Miconia castrensis
- Miconia centrosperma
- Miconia cercophora
- Miconia chamissois Naud.
- Miconia chartacea Triana
- Miconia cinerascens Miq.
- Miconia cinnamomifolia (DC.) Naud.
- Miconia collayensis
- Miconia conformis
- Miconia corazonica
- Miconia cosangensis
- Miconia crebribullata
- Miconia cuprea
- Miconia cutucuensis
- Miconia dapsiliflora
- Miconia demissifolia
- Miconia depauperata Gardner
- Miconia dichroa Cogn.
- Miconia dielsii
- Miconia dissimulans
- Miconia divaricata Gardner
- Miconia dodsonii
- Miconia doriana Cogn.
- Miconia espinosae
- Miconia explicita
- Miconia fallax DC.
- Miconia fasciculata Gardner
- Miconia floccosa
- Miconia formosa Cogn.
- Miconia fosbergii
- Miconia fuliginosa
- Miconia gibba
- Miconia gilva Cogn.
- Miconia glandulistyla
- Miconia glazioviana Cogn.
- Miconia glyptophylla
- Miconia gonioclada
- Miconia grayana
- Miconia griffisii
- Miconia guayaquilensis
- Miconia hexamera
- Miconia hirsutivena
- Miconia holosericea (L.) DC.
- Miconia huigrensis
- Miconia hylophila
- Miconia idiogena
- Miconia imitans
- Miconia inanis
- Miconia innata
- Miconia jorgensenii
- Miconia jucunda (DC.) Triana
- Miconia lachnoclada
- Miconia langsdorffii Cogn.
- Miconia latecrenata (DC.) Naud.
- Miconia laxa
- Miconia leandroides
- Miconia ledifolia
- Miconia ligustroides (DC.) Naud.
- Miconia littlei
- Miconia longicuspis Cogn.
- Miconia longisetosa
- Miconia lugonis
- Miconia macbrydeana
- Miconia macothyrsa Benth.
- Miconia mediocris
- Miconia medusa
- Miconia minutiflora DC.
- Miconia molesta Cogn.
- Miconia namandensis
- Miconia nasella
- Miconia nubicola
- Miconia ochroleuca
- Miconia octopetala Cogn.
- Miconia oellgaardii
- Miconia oligantha
- Miconia ombrophila
- Miconia onaensis
- Miconia organensis Gardner
- Miconia ovalifolia Cogn.
- Miconia pailasana
- Miconia paniculata (DC.) Naud.
- Miconia papillosa
- Miconia pastazana
- Miconia paulensis Naud.
- Miconia pausana
- Miconia penduliflora Cogn.
- Miconia penningtonii
- Miconia pepericarpa DC.
- Miconia perelegans
- Miconia pernettifolia
- Miconia phaeochaeta
- Miconia pilaloensis
- Miconia pisinniflora
- Miconia poecilantha
- Miconia pohliana Cogn.
- Miconia poortmannii
- Miconia prasina (Sw.) DC.
- Miconia prietoi
- Miconia prominens
- Miconia protuberans
- Miconia pseudo-eichlerii Cogn.
- Miconia pseudorigida
- Miconia pusilliflora (DC.) Naud.
- Miconia rabenii Cogn.
- Miconia reburrosa
- Miconia renneri
- Miconia rimbachii
- Miconia rivetii
- Miconia rubiginosa (Bonpl.) DC.
- Miconia salicifolia (Bonpl. ex Naudin) Naudin (= M. rasmarinifolia)
- Miconia santaritensis
- Miconia scabra
- Miconia scutata
- Miconia saldanhaei
  - Miconia saldanhaei var. grandiflora Cogn.
- Miconia sellowiana Naud.
- Miconia serrulata (DC.) Naudin
- Miconia seticaulis
- Miconia setulosa
- Miconia silicicola
- Miconia sintenisii – Camasey
- Miconia sodiroi
- Miconia sparrei
- Miconia staminea (Desr.) DC.
- Miconia stenophylla
- Miconia stenostachya DC.
- Miconia suborbicularis
- Miconia subvernicosa Cogn.
- Miconia superba
- Miconia tephrodes
- Miconia theaezansPlantilla:Verify source (Bonpl.) Cogn.
- Miconia tomentosa
- Miconia tristis Spring
- Miconia urophylla DC.
- Miconia vesca
- Miconia villonacensis
- Miconia willdenowii Klotzsch ex Naudin
- Miconia zamorensis